# Kali-juga

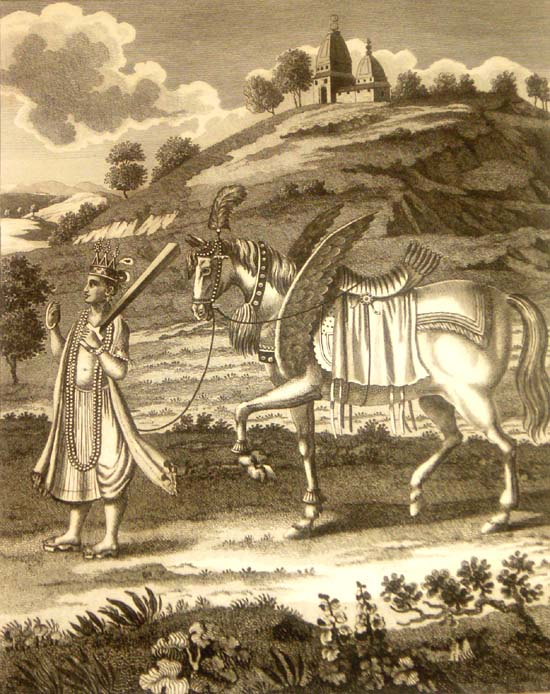
Kalki isten, aki a Kali-juga végén elpusztítja a korszakot

A Kali-juga (dévanágari: कलियुग) a hindu kronológia négy világkorszakának, azaz jugáknak (Szatja-juga, Tréta-juga, Dvápara-juga, Kali-juga) az egyike. Nevének jelentése a „démon (Kali) korszaka”. Időtartama 432 000 emberi év (1200 istenév) a hajnalokkal és az alkonyattal együtt (100-100 istenév).
A tradicionális  hindu szentírások szerint a történelem ciklikus jellegű, különböző korszakok hatalmas, ismétlődő sorozata. Minden korszakra sajátos tulajdonságok jellemzők. A világkorszakok isteni tudatállapotok kivetüléseinek is tekinthetők, mindegyik korszakban azonos mentalitású emberek születnek, akiknek feladataik, erényeik, kötelességeik csaknem azonosak, és hasonló módon felelnek meg a vallás (dharma) által támasztott követelményeknek. A négy korszak időrendben követi egymást, mindegyik korszak  erkölcsileg alacsonyabb rendű értéket képvisel, mint az előző. A Kali-juga korszaka az utolsó, és legromlottabb, amit a védikus írások szerint a lelki sötétség, az erőszak és képmutatás jellemez. Az időszak végén általános kataklizma zajlik le, melynek során Visnu utolsó avatárája, Kalki elpusztítja a világot, és kezdetét veszi egy újabb ciklus a Szatja-jugával.

## A hindu idő
A négy világkorszak (a ciklus együttes neve maha-juga) kalpákat alkot, a kalpák ezer négyes ciklusból állnak. A kalpa egyetlen nappali időszak Brahma, (a teremtő) életében. Két kalpa Brahma egy napja és egy éjszakája. A kalpa összesen 4 320 000 000 emberi év. A hindu időszámítás szerint jelenleg Brahma életének ötvenegyedik évében, a huszonnyolcadik kalpa Kali-jugájának hajnalán élünk, amely a Szúrja-szidhánta szerint i.e. 3102. február 17-ről 18-ára virradó éjszaka éjfélkor, Krisna halálával kezdődött, a Bhagavad-gíta szerint mintegy 36 évvel azután, hogy Krisna megmutatta isteni lényét Ardzsunának. A csillagászati számítások szerint mind a Nap, mind a Hold a Kos csillagkép kezdőpontján állt. A Kali-juga tényleges nappala i.sz. 32 899-ben kezdődik el.

## A Kali-juga jellemzői
A Kali-juga időszakában általános a vallástalanság, a viszály és az erkölcsi, morális állapotok romlása. A Védák áldozatokra vonatkozó előírásait rendszertelenül tartják be, a társadalom légköre romlott, működése önző számításokon és üzleti érdekeken alapul, a dharma követelményeit semmibe veszik. Betegségek pusztítanak, félelem, nyugtalanság jellemzi az emberek csoportjait, éhség, türelmetlenség, düh és bánat uralkodik rajtuk.
A Srímad Bhágavatam szerint a Kali-jugában az emberiség morális állapota  megromlik,  barbárság uralkodik a világon. Az emberek állatokat ölnek, hogy élelmiszerhez jussanak. Semmibe veszik a szexuális korlátokat, családok szakadnak szét, nők és gyermekek elhagyatva és bántalmazva áldozatokká válnak. Egyre degradáltabb generációk fogannak a véletlen vágyak következtében, és nőnek fel vadon. A politikai vezetés elvtelen gazemberek, bűnözők és terroristák kezébe kerül, akik kihasználják a társadalmak gyengeségeit. Népeket tesznek rabszolgává vagy pusztítanak el. A világ megtelik fanatikusokkal, szélsőségesekkel és spirituális csalókkal, akik hatalmat nyernek a hedonizmus, valamint a kulturális és erkölcsi relativizmus rabjai körében. A társadalom egész körében a vallás, igazmondás, a tisztaság, a tolerancia, a kegyelem erénye, a fizikai erő és az emlékezet napról-napra csökken.
Ebben a korban az emberek kapzsik, rosszak és könyörtelenek, csupán a birtoklás határozza meg az egyén társadalmi státuszát. A törvény és a jog biztosítja az egyén tekintélyét és hatalmát. A házasság mint „szent unió” megszűnik létezni, a férfiak és nők egyszerűen együtt élnek testi vonzalom és szóbeli megállapodás alapján, és csak a szexuális öröm tartja össze őket. Az emberek nem törődnek a szüleikkel, és nem biztosítják gyermekeik jövőjét. A teheneket leölik, ha már nem adnak elég tejet. Az istentelenség, az ateizmus virágzik. A vallási szertartásokat kizárólag hírnevük megőrzése miatt végzik.
A Mahánírvana-tantra írja e korszakról:
Az emberek elfordulnak az erényes tettektől és megrögzötten gátlástalanná, büszkeségtől őrülté, ördögi tettekbe habarodottá, kéjessé, zavarttá, kegyetlenné, durvává, trágárrá, álnokká, rövid életűvé, tompa eszűvé, betegségtől sújtottá, szomorúvá, gyengévé, hitvánnyá, aljas magatartásúvá, gonosz társaságot keresővé és tolvajokká válnak. Gazemberekké lesznek, akik csak kritizálni, felelősségre vonni, rágalmazni és másokat megbántani tudnak, akik nem éreznek bűnt, félelmet vagy ellenérzést mások feleségének elcsábításában... 
A Linga-purána szerint alacsonyrendű emberi ösztönök által vezérelt uralkodók és állami vezetők irányítják a népet, hamis eszméket hirdetnek, és a bölcseket üldözik. 
Súlyos aszályok és járványok dúlnak mindenhol. Betegség, éhség, félelem terjed a világokban. A nemzetek folyamatosan háborúban állnak egymással. A hősöket meggyilkolják, a dolgozó osztályok fejedelmi hatalomra törnek, csak azért, hogy  élvezhessék a királyi vagyonokat. A királyok tolvajokká válnak. A tulajdon védelme helyett az állampolgárok vagyonát lefoglalják. Új vezetők jelennek meg a munkás kasztokból, és üldözni kezdik a vallásos embereket, szenteket, tanítókat, értelmiségieket, filozófusokat. A civilizációból kiveszik minden isteni útmutatás. A szent könyveket már nem tisztelik. Hamis tanokat hirdetnek, és félrevezető vallásoknak hódolnak szerte a világon.
A Linga-purána leírja, hogy a Kali-juga alatt a fiatal nők szabadon rendelkeznek szüzességükkel. Nők, gyerekek és a tehenek – akik mindig védettek egy felvilágosult társadalomban – elesettek és magukra hagyatottak. Sok a koldus, és széles körben elterjedt a munkanélküliség. A kereskedők korrupt üzleteket kötnek. A betegségek száma növekszik, a rossz körülmények miatt pestis támadja meg a lakosságot. A víz hiányzik, a gyümölcsök ritkák. Mindenki vulgáris beszédet használ.
A Visnu-purána szövegeiben szerepel, hogy az emberek ebben a korban az élelmiszereket mosás nélkül eszik, a szerzetesek megszegik a cölibátusra vonatkozó esküjüket. A teheneket csak a tejükért tartják életben. A víz szűkös, sokan nézik az eget, és esőért imádkoznak, de az nem jön. A mezők kopárrá válnak, éhínség és szegénység uralkodik a világon, sokan vándorolnak olyan országokba, ahol az élelmiszer könnyebben elérhető. Az emberek öröm és élvezet nélkül élnek. Sokan az öngyilkosságba menekülnek. Az emberek kis intelligenciáját ateista tanok befolyásolják. Értelmetlenné válik a család, klán és kaszt. A férfiaknál már nem erény a tisztesség.
A tisztaság, könyörület és vezeklés már nem tartozik az erények közé, egyedül az igazságosság maradt meg. Az eszmények a korszak általános hanyatlásával együtt silányulnak, az emberi élettartam lerövidül, mígnem a totális züllés végén a világ egy mindent elsöprő kataklizma során megszűnik létezni.
Sríla Prabhupáda szerint: A Kali-juga első időszakában még néhány embert érdekel, hogy mi az Isten, de ahogy az idő halad, nem lesz már értelme, hogy megértsük Istent. Ez az utolsó szakasza a Kali-jugának, és akkor Kalki avatárja eljön. Abban az időben nincs már értelme a  bűntudatnak, nem segít a prédikáció Istenhez, Kalki a démonná vált istentelen embert megöli. Aztán megint a Szatja-juga, az „aranykor” következik.

## Kalki, a világpusztító
A szent szövegek szerint a Kali-juga végén eljön a harcos Kalki fehér lován, lángoló pallossal, az utolsó Visnu-avatára, akinek szerepe a gyilkolás. Nem utasít, nem parancsol, mint ahogy a Bhagavad-gítában Krisna utasításokat, követni való nézeteket ad át Ardzsunának, amikor előtte felfedte isteni lényét. A Kali-juga végén az ember már annyira romlott lesz, hogy nincs már lehetőség arra, hogy Isten iránymutatásokat adjon, és az embert a helyes útra terelje. „Az emberek nem képesek már tisztességesen felfogni az Úr akaratát, ezért a korszak végén annak egyetlen lehetősége az lesz, hogy elpusztítja az emberiséget. Az, aki az úr által halt, maga is üdvözül. Ez Isten végtelenül irgalmas minősége. Ha [Isten] megvéd, vagy ha megöl, az eredmény ugyanaz”